# غلين نيبرج
غلين نيبرج (بالإنجليزية: Glenn Nyberg) هو حكم كرة قدم سويدي، مواليد 12 أكتوبر 1988. أصبح حكمًا محترفًا عام 2008، وهو حكم في الدوري السويدي الممتاز منذ 2013، وحكم دولي معتمد لدى الاتحاد الدولي لكرة القدم (فيفا) منذ 2016.